# Gaetano Michetti
Gaetano Michetti (Corridonia, 1922. március 5. – Corridonia, 2007. december 13.) a Pesarói egyházmegye püspöke.

## Élete
Michetti 1922-ben született Corridoniában, a lodiói szemináriumban tanult. 1948-ban szentelték pappá. 1961. május 31-én XXIII. János pápa őt nevezte ki Fermo segédpüspökévé.
1975-től 1998-ig volt Pesaro püspöke. Részt vett a Második vatikáni zsinat valamennyi ülésén.